# Circunceliones
Los circunceliones o circumcelliones (del latín circum cellas, "los que van de granja en granja") es el nombre de un colectivo social de la provincia romana de África, ligados al movimiento religioso cristiano de los donatistas y particularmente activos entre principios y mediados del siglo IV.Aparecen a finales del siglo III y pueden ser identificados hasta la mitad del siglo VII.
La historiografía no ha llegado a un acuerdo acerca de su origen e identidad, ya que el grupo, heterogéneo, fue variando a lo largo del tiempo. Según algunos autores, se trataba de trabajadores temporeros que se movían por el Norte de África prestando sus servicios en época de cosecha o para la recolección de aceituna, de ahí su nombre, que comenzaron a organizarse, sobre una base religiosa, para obtener beneficios o extorsionar a los propietarios de fincas. Otros estudiosos consideran que su nombre proviene del hecho de estar merodeando las poblaciones, granjas o almacenes para apoderarse, mediante ataques armados, de todo lo que pudiesen; a fin de legitimar sus saqueos adoptaron las creencias de los donatistas, quienes proclamaban una doctrina cristiana fundada en la austeridad y la igualdad.Es imposible precisar si los donatistas atrajeron a los cicunceliones, si estos se acercaron a ellos o si los circunceliones fueron una rama extremista del donatismo.

## Creencias
Todo cuanto se sabe de los circunceliones deriva de sus enemigos católicos.  El obispo de Hipona, Agustín, los denuesta como ladrones, peores que los bárbaros, tanto anticatólicos como antirromanos. 
Los historiadores franceses Michel Christol y Daniel Nony describen la situación de la siguiente manera: 
Las provincias africanas eran víctimas de una inseguridad crónica... Entre estas gentes [las cuadrillas de obreros agrícolas que migraban cada año de finca en finca en tiempo de cosecha y planteaban graves problemas de policía interior] debieron de reclutarse los circunceliones, más bien obreros agrícolas que no bandidos ni merodeadores. Su alzamiento, de acuerdo con muchos testimonios (Optato de Mileva, San Agustín), tomó aspecto de reivindicación social. Con gran rapidez su movimiento se vinculó con la protesta donatista... Finalmente, acaso se sumara al conjunto otro elemento: la resistencia de algunos ambientes indígenas a la civilización romana, pues los jefes insurgentes parecen surgir de medios bereberes.
Las referencias más antiguas los nombran a partir del 317 y los muestras activos principalmente en Numidia y Mauritania. Optato, obispo de Milevis, escribió que, en la década de 340, comenzaron un levantamiento dirigido contra los acreedores y los propietarios de esclavos; añadiendo que consideraban mártires a aquellos que murieron cuando se sofocó el disturbio. En efecto, los circunceliones creían que el martirio era la síntesis de la virtud cristiana. A partir de esto, los católicos los acusaban de provocadores y narraban historias según las cuales los circunceliones asaltaban a soldados o viajeros armados para que estos les diesen muerte y, así, asegurarse el martirio; también contaban que irrumpían en los tribunales para desafiar al juez, quien los condenaba a muerte por tal desacato.
Algunas fuentes indican que se autodenominaban agonistici Christi, es decir, «soldados de Cristo» y, debido al consejo de Jesús a Pedro de no usar la espada (Jn, 18:11 ), evitaban las armas blancas y portaban garrotes, a los que llamaban «israelitas», en evocación de los usados durante la cena pascual. Con ellos, y al grito de ¡Laudate Deum!" ("¡Alabado sea Dios!" en latín), atacaban a sus enemigos. Entre sus acciones, además del saqueo, estaba la liberación de esclavos, la extorsión a los propietarios y la anulación de deudas por la destrucción de los registros de las mismas.